# (129882) Ustica
(129882) Ustica est un astéroïde de la ceinture principale.

## Description
(129882) Ustica est un astéroïde de la ceinture principale. Il fut découvert le 1er octobre 1999 à Campo Catino par Franco Mallia et Mario Di Sora. Il présente une orbite caractérisée par un demi-grand axe de 2,39 UA, une excentricité de 0,17 et une inclinaison de 0,7° par rapport à l'écliptique.

## Compléments